# 林錦
林錦（りん きん、生没年不詳）は、明代の官僚・軍人。字は彦章。本貫は福州府連江県。

## 生涯
景泰初年、郷貢により合浦県訓導に任じられた。瑶族の反乱に対する方策を提案して、ことごとく時宜にかなっていたことから、両広巡撫の葉盛に見出されて、霊山県の事務を代行することになった。霊山県城が反乱軍に破壊されていたため、林錦は土地の形勢をみて、柵を立てて守備し、広く兵器を設置した。林錦が県事の任を去ることになると、霊山県の民衆は反乱軍が再びやってくるのを恐れて、逃亡して山に入った。葉盛がその事情を奏聞すると、林錦は正式に霊山知県となった。林錦が知県に就任すると、民衆たちは山中から帰ってきた。
飢饉が起こり、瑶族たちは略奪しても得るもののない日々が続いた。林錦は単騎で瑶族の塁を訪れ、利害を説いた。このため瑶族のうち霊山県の管轄内の２５部が帰順した。林錦は服従しない者を討つべく軍を発した。1462年（天順6年）、羅禾水で反乱軍を討ち、次いで黄姜嶺で破り、さらに新荘で撃破した。前後して1000人あまりを捕斬し、攫われていた人を故郷に帰し、管轄内の反乱を全て鎮圧した。柵を撤去して、土城を築いた。
葉盛と監司が林錦をたびたび推薦した。1465年（成化元年）、廉州府が反乱軍に占拠されたため、林錦は廉州知府として試用された。再び飢饉が起こり、反乱軍が四方に略奪に出てきた。林錦は説得して1000人あまりを解散させ、説得に応じない者を鎮圧した。
1468年（成化4年）、林錦は広東按察僉事に転じた。のちに広東按察司副使に進んだ。林錦は反乱への警戒のために、団河営を西に、新寮営を南に設け、別に洪崖営を反乱兵の出没する経路を塞いで設置した。霊山県の土城に代えて、さらに500丈にわたる高い城壁を築いて、堅牢な県城とした。1478年（成化14年）、兵部が反乱者を帰順させた林錦の功績を上奏すると、林錦は褒賞を受けた。
林錦は戦火の続く最中に、儒教的な教化にもつとめた。霊山県は幽鬼を尊ぶ習俗があったが、林錦は淫祠を禁止し、学校を修築し、農業や養蚕を勧奨した。廉州府や欽州府を統治して、学宮を整備し、文教を振興した。性格は誠実で、他者の心裡を見抜く洞察力を備え、瑶族たちにも信頼された。軍にあっては、兵士たちと苦楽をともにして、功績のある者を推挙した。